# Mesko I. (Teschen)

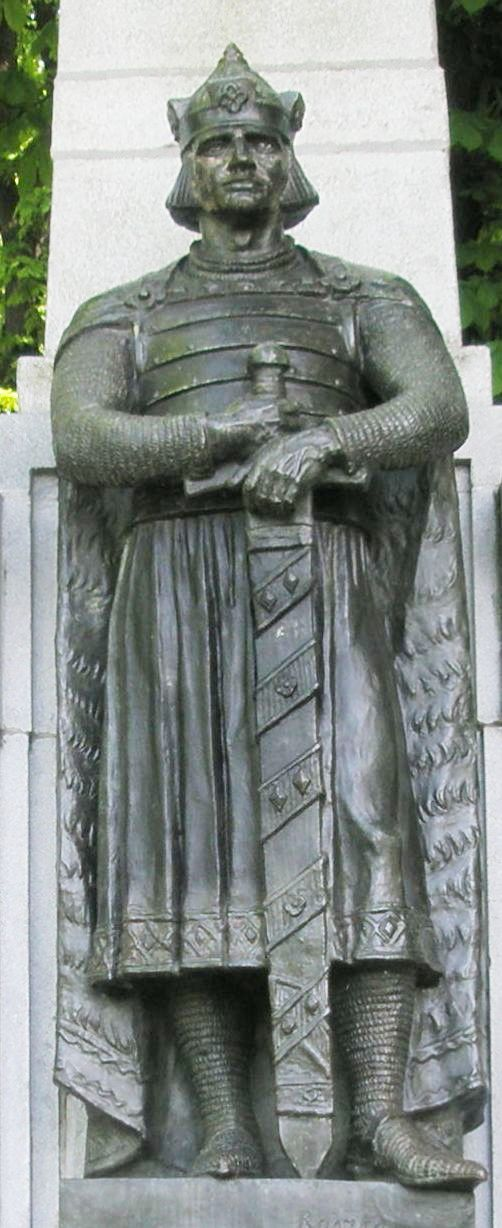
Statue von Mesko in Teschen

Mesko I. von Teschen (auch Mieszko I. von Teschen; polnisch Mieszko cieszyński; tschechisch Měšek I. Těšínský; * zwischen 1252 und 1256; † vor dem 27. August 1315) war von 1281 bis 1290 gemeinsam mit seinem jüngsten Bruder Primislaus Herzog von Ratibor und von 1290 bis 1315 Herzog von Teschen-Auschwitz.

## Leben

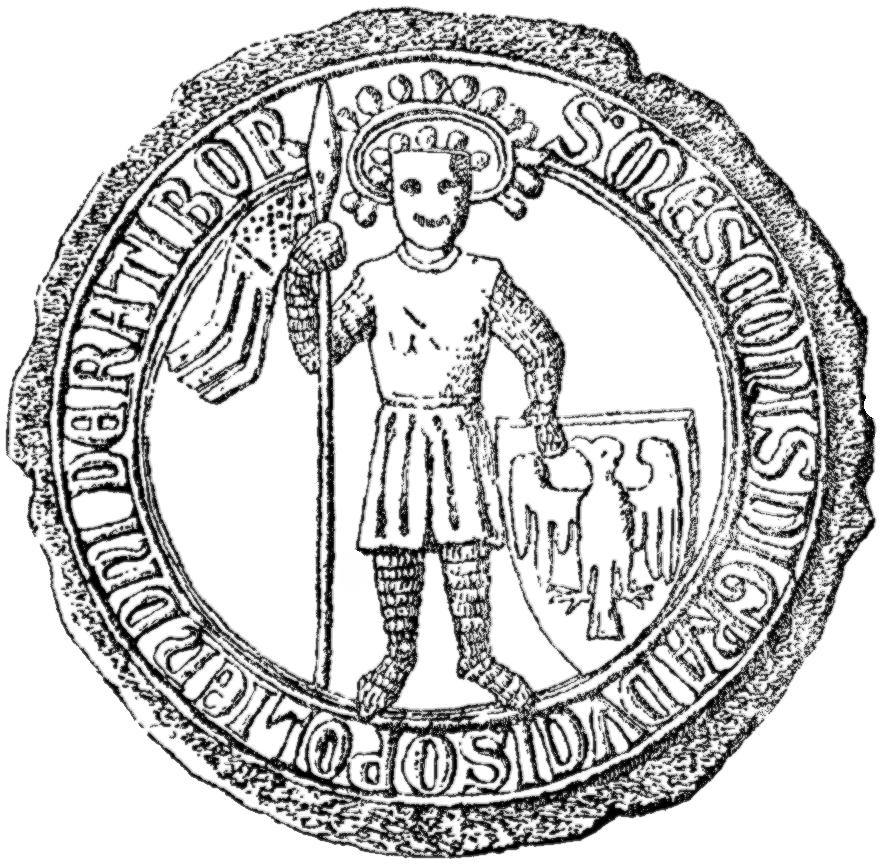
Siegel Meskos I.

Mesko I. entstammte dem Oppelner Zweig der Schlesischen Piasten. Seine Eltern waren Herzog Wladislaus I. von Oppeln-Ratibor und dessen Frau Eufemia. Vor 1280 vermählte sich Mesko mit einer Frau unbekannter Herkunft, die um 1303 verstarb. Mit ihr hatte er zwei Söhne und eine Tochter:
- Wladislaus (1275/1280; † 1321/1322), Herzog von Auschwitz (1314/15 – 1321/22) ⚭ 1304 oder 1309 Euphrosyna von Masowien, Tochter Herzog Bolesławs von Masowien
- Kasimir (* um 1280/1290; † 1358), Herzog von Teschen (1315–1358) ⚭ 1321 Euphemia I. von Masowien, Tochter Herzog Trojdens I. Masowien
- Viola (* 1290/1291; † 21. September 1317) ⚭ 5. Oktober 1305 König Wenzel III. von Böhmen; nannte sich später nur noch Elisabeth

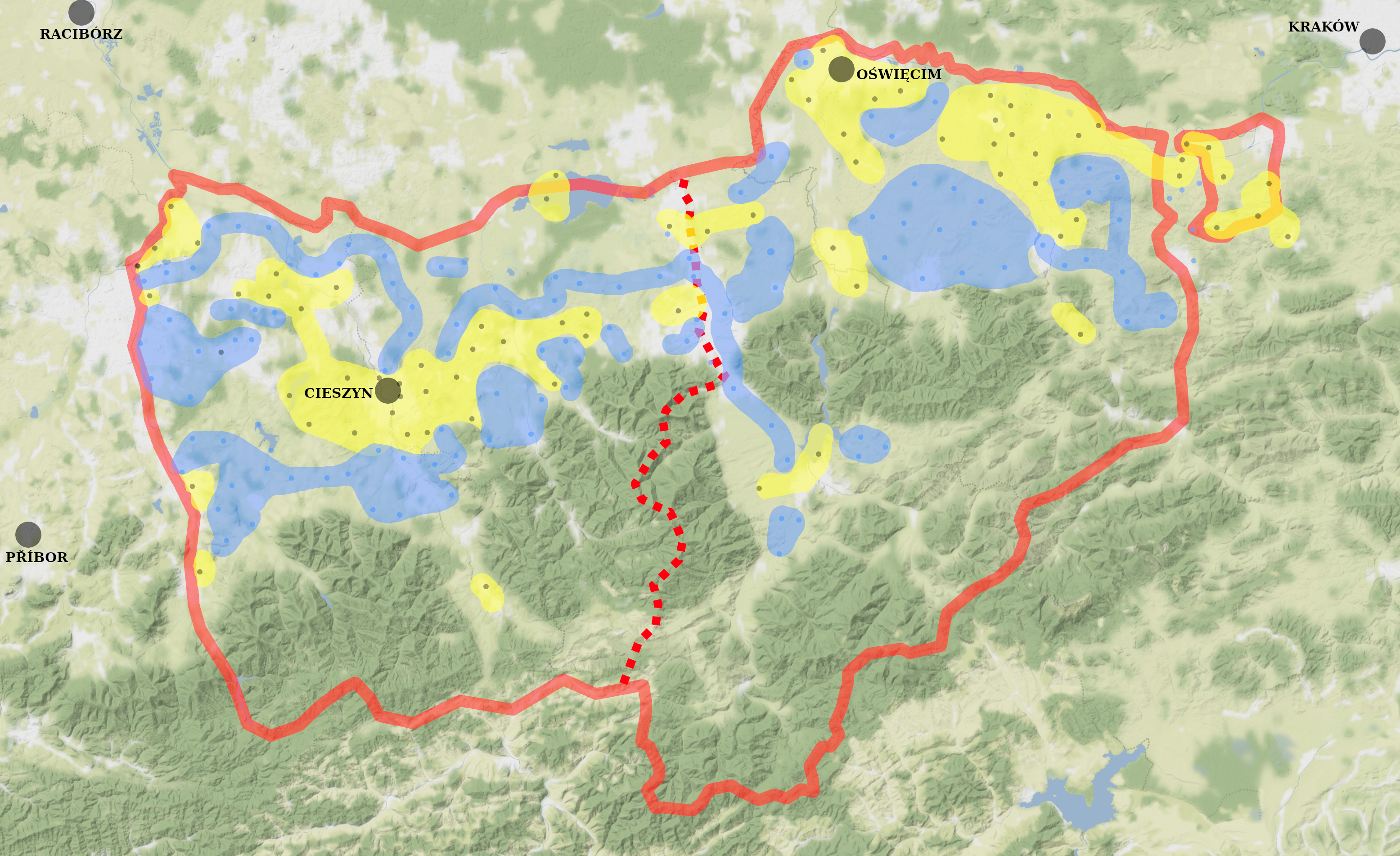
Herzogtum Teschen-Auschwitz unter Mieszko I.
Alte slawische Siedlungskammern
Gebiete der deutschrechtlichen Kolonisation unter Mieszko I.

Nach dem Tod von Meskos Vater Wladislaus I. 1281/82 wurde sein Herzogtum auf seine vier Söhne aufgeteilt. Mesko erhielt zunächst gemeinsam mit seinem jüngsten Bruder Primislaus das Gebiet von Ratibor mit Teschen und Auschwitz. 1290 gliederten sie Teschen und Auschwitz aus, wodurch das Herzogtum Teschen entstand, das Mesko nachfolgend allein regierte. Alle vier Söhne des Herzogs Wladislaus I. titulierten zum Zeichen ihrer Zusammengehörigkeit auch weiterhin als Herzöge von Oppeln.
Wie seine Brüder wandte sich Mesko politisch Böhmen zu und lehnte die Unterstützung piastischer Anwärter auf den polnischen Thron ab. Die tschechische Königsaaler Chronik behauptete, dass er am 17. Januar 1291 mit seinem jüngeren Bruder Bolko I. in Olmütz König Wenzel II. huldigte, der zu dieser Zeit Anspruch auf den Krakauer Thron erhob und benutzte schon im frühen Jahr 1291 den Titel des Herzogs von Krakau. Die Analyse des Texts des Vertrags von Olmütz sowie der folgenden Ereignisse ergab dass sie dieser lehensrechtlichen Unterordnung widersprechen. Nach Jerzy Wyrozumski und Idzi Panic was das ein Bündnis ungleicher Partners. Beide verpflichteten sich, Wenzel bei der Durchsetzung seiner Rechte gegen jedermann beizustehen und gelobten, an einem möglichen Feldzug Wenzels persönlich teilzunehmen oder gegebenenfalls ihre Mannen zu entsenden. Zudem versprachen sie, dem König jederzeit ihre Burgen zu öffnen. Für den Fall von Eroberungen stellte ihnen Wenzel eine Belohnung in Aussicht. Das Bündnis mit Mesko war für König Wenzel von besonderer Bedeutung, da durch sein Gebiet die unmittelbare Wegverbindung nach Krakau führte, dessen Eroberung bei Wenzels Bestrebungen nach dem polnischen Thron wichtig war.
Schon ein Jahr später zog Mesko 1292 mit König Wenzel gegen Władysław I. Ellenlang, der am  9. Oktober 1292 im Lager bei Sieradz zum Verzicht auf Krakau und Sandomir gezwungen wurde. Zusammen mit den anderen oberschlesischen Herzögen nahm Mesko zu Pfingsten 1297 an Wenzels Krönung in Prag teil und drei Jahre später an dessen Krönung zum polnischen König in Gnesen. Vermutlich noch zu Lebzeiten König Wenzels II. wurde Meskos Tochter Viola 1305 mit dessen Sohn und Nachfolger Wenzel III. vermählt, der jedoch schon Jahr später verstarb. Während seiner letzten Lebensjahre unterstützte Mesko den böhmischen König Johann von Luxemburg.
Am 2. August 1297 bestätigte Mesko und der Olmützer Bischof Theoderich von Neuhaus die Grenze an der Ostrawitza. Es wurden zwei Dokumente auf beiden Seiten ausgestellt, worin das Gebiet am rechten Ufer im Lateinischen als Polen bezeichnet wurde (super metis et terminie apud Ostraviam in minibus buno rum ducatus nostri et episcopatus Olomucensis pro eo, quod fluvius idem qui de beret metas Polonie et Moravie distingire). Dies war ein Beispiel, dass sich diese Bezeichnung bis zu dieser Zeit auch unter den schlesischen Piasten gut etablierte und auch von der mährischen (und böhmischen) regierenden Schicht anerkannt wurde.
Mesko betrieb wie sein Vater und seine Brüder eine intensive Siedlungspolitik. Er gründete zahlreiche, meistens im Liber fundationis episcopatus Vratislaviensis erstmals erwähnte deutschrechtliche Ortschaften und verlieh bzw. bestätigte u. a. Teschen, Auschwitz, Zator, Bielitz und Freistadt das Stadtrecht.
Nach Meskos Tod 1315 wurde das Gebiet von Auschwitz aus dem Herzogtum Teschen herausgelöst, wodurch das Herzogtum Auschwitz entstand, das der zweitgeborene Sohn Wladislaus erhielt. Das so verkleinerte Herzogtum Teschen behielt Meskos erstgeborener Sohn Kasimir I.